# Selvadius rectus
Selvadius rectus är en skalbaggsart som beskrevs av Thomas Casey 1899. Selvadius rectus ingår i släktet Selvadius och familjen nyckelpigor. Inga underarter finns listade i Catalogue of Life.